# Kurikulum
V formalnem izobraževanju kurikulum oz. kurikul (tudi učnik) predstavlja nabor tečajev in njihovo vsebino, ki jih ponuja šola ali univerza.